# Granges
Granges é uma comuna francesa na região administrativa de Borgonha-Franco-Condado, no departamento Saône-et-Loire. Estende-se por uma área de 10,79 km². Em 2010 a comuna tinha 534 habitantes (densidade: 49,5 hab./km²).